# 甲野善紀
甲野 善紀（こうの よしのり、1949年 - ）は、東京都出身の日本武術を主とした身体技法の研究家。古武術に関する著書を多数出版、メディアにも積極的に出演しており、これらの活動を通じて日本人古来の身体運用法「古武術身体操法」の普及を目指している。

## 来歴
1949年、東京生まれ。幼い頃から野山の自然を好み、育った多摩地方の丘陵が宅地開発されるのを悲しんで、将来は自然の中での牧畜に従事しようと、明星高等学校卒業後、東京農業大学畜産科に進むが、畜産及び現代農業全体が効率最優先の工業化を目指していることに失望して、この道を断念（大学中退）。それに代わってさまざまな健康法や修行法、さらに思想、宗教等の方面に関心を広げていった。
1971年、合気会本部道場に入会し、山口清吾師範の元で5年間、合気道を稽古する。また1972年には根岸流を前田勇師範に、1975年には鹿島神流を野口弘行師範に学ぶ。
1978年に武術稽古研究会「松聲館」を設立（2003年に発展的に解消）。
1980年代より、日本武術の研究者として数々の著書を発表、当時一部で生まれていた古武術ブームも相まって（1990年に専門誌「月刊秘伝」が創刊）、その名が広く知られるようになる。また、当時一部にしかその存在が知られていなかった武術家・黒田鉄山にスポットを当てるなどして、武術界の発展に努めた。
1992年、医学博士で解剖学者の養老孟司との対談が実現、『古武術の発見』（1993年、光文社）として書籍化される。以後、さまざまな分野の著名人との対談が書籍で人気を博すことになる。
1999年頃、桐朋高校バスケットボール部の監督金田伸夫が甲野の活動を知り、甲野から教わった内容を部活に取り入れたところ、その後まもなくしてインターハイ出場、全国高校選抜大会ベスト16まで勝ち進むことに成功し、NHKでドキュメンタリー番組「自分で考えろ～桐朋バスケットボール部 金田伸夫監督～」（2001年製作）として放送されるなど、当時話題を集めた（その後金田は独自に「古武術バスケ」と呼ぶメソッドの普及に努めている）。
さらに2000年代初頭、読売巨人軍の投手であった桑田真澄が、ある理学療法士の勧めから甲野の活動を知り、甲野から約2年間身体運用に関する教授を受けた。そして2002年のシーズンで4年ぶりの二桁勝利を果たし、「桑田復活の陰に古武術あり」とまで言われた。その後も、卓球の平野早矢香や、バスケットボールの小磯典子にも指導し、それぞれで成果を挙げたことで、その知名度を高めた。
2005年前後、スペースシャトル・ディスカバリー号での宇宙ミッションに向け、宇宙飛行士の野口聡一が船外活動での効率の良い体の使い方を求めて、甲野に指導を受けた。
2007年から3年間、神戸女学院大学の客員教授を務めた。
2009年秋、数学者の森田真生と『この日の学校』を立ち上げ、各地で受験や資格を取るためではない学問そのものと向き合う講座を開いた。
2010年頃より、東京大学工学部教授の國吉康夫による依頼を受け、ヒューマノイドロボットの高度な身体スキル実現に向けて実験協力を行った。
その後も、日本各地で講演会や講習会、稽古会などを開き、活動を行っている。

## 人物
剣術、居合術、槍術、杖術、体術等の日本武術を研究・指導し、こうした武術の身体操法をもとに、各種武道やスポーツのみならず、楽器演奏、舞踊、介護医療、工学といった分野への応用・貢献を目指している。特に介護の分野では、実際に介護福祉士・介護支援専門員の岡田慎一郎などが、「古武術介護」と称し甲野が紹介した技術を使用し普及に努めている。

## 著書

### 単著
- 『表の体育 裏の体育』　壮神社、1986年　ISBN 978-4-915906-14-5
- 『武術を語る　身体を通しての"学び"の原点』　壮神社、1987年
- 『剣の精神誌』　新曜社、1991年　ISBN 4-7885-0391-3
- 『武術の新・人間学－温故知新の身体論』　PHP研究所、1995年　ISBN 4-569-57843-8
- 『古武術からの発想』　PHP研究所、1998年　ISBN 4-569-57903-5
- 『古武術に学ぶ身体操法』　岩波書店、2003年　ISBN 4-00-700063-8
- 『暮らしのなかの古武術活用法』　日本放送出版協会、2006年　ISBN 4-14-827147-6
- 『できない理由は、その頑張りと努力にあった』　PHP研究所、2016年

### 共著
- （井上雄彦）『武』　宝島社、ISBN 4-7966-40576
- （黒田鉄山）『武術談義』 壮神社、ISBN 4-915906-03-5
- （養老孟司）『自分の頭と身体で考える』　PHP研究所、ISBN 4-569-57694-X
- （多田容子）『武術の創造力－技と術理から道具まで』　PHP研究所、ISBN 4-569-66239-0
- （田中聡）『身体から革命を起こす』　新潮社、ISBN 4-10-473501-9
- （名越康文）『薄氷の踏み方』　PHP研究所、ISBN 978-4-569-69812-0
- （桜井章一）『賢い身体 バカな身体』　講談社、ISBN 978-4-06-214447-6
- （井上雄彦）『武術への招待』　宝島社、ISBN 978-4-7966-5098-4
- （松村卓）『「筋肉」よりも「骨」を使え!』　ディスカヴァー・トゥエンティワン、ISBN 978-4-7993-1491-3
- （内田樹）『身体を通して時代を読む　武術的立場』　バジリコ、ISBN 978-4-8623-8003-6

### 監修
- 『実践! 今すぐできる 古武術で蘇るカラダ』　宝島社、ISBN 4-7966-4235-8

## 出演

### 映画
- 甲野善紀身体操作術

### テレビ
2003年10月から8回のシリーズでNHK教育テレビ『人間講座』の「古の武術に学ぶ」というテーマの番組の講師として出演。
2006年7､8月NHK教育テレビ・まる得マガジン『暮らしのなかの古武術活用法』講師として出演。
8月24日生活ほっとモーニング もっと知りたい　古武術の知恵で安心介護(NHK総合テレビ)出演
2011年11月10日爆笑問題のニッポンの教養(爆問学問)「古武術でカラダ革命」で特集される。
2013年9月18日NHKBSプレミアムの「 堂本剛のココロ見」に出演